# East Sumter
East Sumter est une census-designated place située dans le comté de Sumter, dans l’État de Caroline du Sud, aux États-Unis. Lors du recensement de 2020, elle comptait 1 135 habitants.